# 鹤壁高中
鹤壁高中是位于河南鹤壁市的一所高中，1980年被河南省教育厅命名为首批24所省级重点中学之一，具有向全国高等院校推荐保送生的资格。学校现有教职工500余人，在校生9000余人。

## 简介
始建于1958年春的老校区位于鹤壁市春雷路朝阳街中段，占地面积150亩，前身为鹤壁市第二中学高中部，1961年春迁至现址，1962年春更名为鹤壁市第一高中。初建时只有4个教学班、200个学生、20个教职工，校舍总面积3960平米，1966年发展为11个教学班、500个学生、45个教职工，校舍面积增至4590平米。
1969年10月因极左路线干扰，学校停办改为劳动学校，很快又因 “备战” 需要，郑州工学院搬至鹤壁占用了校址。1972年2月学校复办并定名为鹤壁高中。
2002年，在鹤壁淇滨新区建设占地200亩的新校区，2004年秋季开始招生。新校区紧邻鹤壁市政府世纪广场，京广铁路、107国道、京珠高速公路从校区周边经过。

## 荣誉
- 中国百强中学
- 全国绿色学校
- 全国学校体育卫生工作先进单位
- 河南省窗口学校
- 河南省首批示范性高中
- 河南省文明标兵学校
- 河南省中小学校园网示范校
- 河南省文明单位

## 争议
2021年1月底，河南省鹤壁高中高三级公众号发表了一篇《1月18日至1月24日违纪情况通报》，引发争议。文内通报了该级95条学生违纪的情况，理由大多为上课开小差、打哈欠等动作。引发争议。